# Part Forana
Part Forana és el nom amb què es denomina tot el territori de Mallorca que no pertany a la ciutat de Mallorca (rebatejada a partir del segle xviii amb el nom de Palma). Tradicionalment ha estat un concepte oposat al de ciutat en ser la capital l'única ciutat de l'illa durant segles.
En l'actualitat gran part de la població mallorquina viu a la capital: la Part Forana de Mallorca concentra aproximadament la meitat de la població de l'illa. La Part Forana mallorquina es divideix en cinc comarques:
- Pla de Mallorca
- Serra de Tramuntana
- Raiguer
- Migjorn
- Llevant

La Part Forana presenta una gran diversitat en els tipus de poblacions que constitueixen els seus municipis: ciutats més o menys industrials com Inca o Manacor, viles i pobles tradicionalment agrícoles com Sineu o sa Pobla, llogarets residencials o de cap de setmana com Ruberts o Randa, nuclis residencials com Badia Gran o Crestatx, i nuclis turístics de vorera del mar com Cala d'Or o Santa Ponça.
Tradicionalment els de la part forana han mantingut una certa rivalitat amb Palma. Els de la part forana eren de poble (d'un caràcter més rural), mentre els de Palma eren de ciutat (d'un caràcter més burgès). El qualificatiu general de tots els habitants dels pobles, fos quin fos el seu ofici, era de pagesos. Els de la Part Forana anomenen els palmesans, en to sarcàstic, llonguets (atès que el llonguet és un tipus de pa típic de Palma).
Avui dia, la pràctica totalitat de diaris tenen una secció dedicada a la Part Forana, en què s'inclouen les notícies més relacionades amb aspectes concrets de les poblacions que no són Palma.

## Història
Les úniques poblacions a la ruralia mallorquina en època musulmana eren Inca i Sineu, però després de la conquesta es començaren a prendre mesures destinades a una millor organització del gran espai rural mallorquí: es creen batlies amb circumscripcions similars a les dels ajzà musulmans (com ara la batlia d'Inca) i es funden les parròquies, a voltant de les quals s'insinuen incipients nuclis de població.
Però és a partir de l'any 1300 -en què Jaume II de Mallorca, dicta unes ordinacions, que són un important pla territorial de dotació de serveis públics i d'organització urbanística de les poblacions existents i de fundació d'11 noves viles - que la Part Forana es comença a conformar com subjecte jurídic.
Serà però el seu fill Sanç I de Mallorca qui aprofundirà en una organització municipal segregada de la ciutat: atribuint representants locals al Gran i General Consell, creant un òrgan de representació i defensa dels interessos forans, el Sindicat de Fora, o institucions judicials supramunicipals com el Veguer de Fora, que tenia seu a Sineu.
Malgrat els assajos de la monarquia de cercar un equilibri entre la ciutat i la Part Forana, la rivalitat provocada per la debilitat representativa de la Part Forana en els òrgans de govern del Regne (entorn del 30%), l'espoliació dels recursos públics de banda de l'oligarquia comercial i terratinent, una política fiscal discriminatòria, i el drenatge de recursos cap a la ciutat a causa de les càrregues feudals i l'endeutament del Gran i General Consell desembocaren en greus conflictes socials que tengueren com a conseqüència tres episodis bèl·lics: l'alçament forà de 1391, que acabà amb el Call de Mallorca, l'alçament de 1451 i les Germanies (1520-1523). Així mateix el bandolerisme generalitzat del segle xvii, tenia part de les seves rels en aquest conflicte, tot i que aquest fenomen va existir des de la mateixa fundació del Regne.